# Mistrovství Evropy v basketbalu mužů 1971
17. mistrovství Evropy  v basketbalu proběhlo v dnech 10. – 19. září v Německu.
Turnaje se zúčastnilo 12 týmů, rozdělených do dvou šestičlenných skupin. První dva postoupily do play off o medaile, družstva na třetím a čtvrtém místě hrála o páté až osmé místo, pátý a šestý tým hrál o deváté až dvanácté místo. Mistrem Evropy se stalo družstvo Sovětského svazu.

## Výsledky a tabulky

### Základní skupiny

#### Skupina A
|    |           | URS    | POL   | ROM   | ESP    | GER   | FRA   | V | P | Skóre   | B  |
| 1. | SSSR      | ***    | 94:73 | 83:55 | 118:58 | 91:54 | 75:63 | 5 | 0 | 461:303 | 10 |
| 2. | Polsko    | 73:94  | ***   | 80:74 | 83:70  | 78:73 | 91:65 | 4 | 1 | 405:376 | 9  |
| 3. | Rumunsko  | 55:83  | 74:80 | ***   | 76:72  | 79:69 | 65:64 | 3 | 2 | 349:368 | 8  |
| 4. | Španělsko | 58:118 | 70:83 | 72:76 | ***    | 73:69 | 79:66 | 2 | 3 | 352:412 | 7  |
| 5. | Německo   | 54:91  | 73:78 | 69:79 | 69:73  | ***   | 88:64 | 1 | 4 | 353:385 | 6  |
| 6. | Francie   | 63:75  | 65:91 | 64:65 | 66:79  | 64:88 | ***   | 0 | 5 | 322:398 | 5  |

#### Skupina B
|    |            | YUG    | ITA   | BUL   | TCH    | TUR   | ISR    | V | P | Skóre   | B  |
| 1. | Jugoslávie | ***    | 79:68 | 70:69 | 81:66  | 86:63 | 118:92 | 5 | 0 | 434:358 | 10 |
| 2. | Itálie     | 68:79  | ***   | 78:69 | 74:60  | 67:53 | 87:68  | 4 | 1 | 374:329 | 9  |
| 3. | Bulharsko  | 69:70  | 69:78 | ***   | 85:74  | 87:60 | 98:75  | 3 | 2 | 408:357 | 8  |
| 4. | ČSSR       | 66:81  | 60:74 | 74:85 | ***    | 88:69 | 113:85 | 2 | 3 | 401:394 | 7  |
| 5. | Turecko    | 63:86  | 53:67 | 60:87 | 69:88  | ***   | 97:88  | 1 | 4 | 342:416 | 6  |
| 6. | Izrael     | 92:118 | 68:87 | 75:98 | 85:113 | 88:97 | ***    | 0 | 5 | 408:513 | 5  |

### Semifinále
| 17. září 1971 19:00 | Zpráva | Jugoslávie                 | 100 – 75 | Polsko        |  | Grugahalle, Essen Rozhodčí: Costas Dimou (GRE), Maurice D'Hondt (BEL) |
| 17. září 1971 19:00 | Zpráva | Skóre po poločasech: 51:36 |          |               |  | Grugahalle, Essen Rozhodčí: Costas Dimou (GRE), Maurice D'Hondt (BEL) |
| 17. září 1971 19:00 | Zpráva | Knežević 11                | Body     | Jurkiewicz 24 |  | Grugahalle, Essen Rozhodčí: Costas Dimou (GRE), Maurice D'Hondt (BEL) |

| 17. září 1971 20:45 | Zpráva | SSSR                       | 93 – 66 | Itálie     |  | Grugahalle, Essen Rozhodčí: Ervin Kassai (HUN), Dan Chiriac (ROM) |
| 17. září 1971 20:45 | Zpráva | Skóre po poločasech: 48:29 |         |            |  | Grugahalle, Essen Rozhodčí: Ervin Kassai (HUN), Dan Chiriac (ROM) |
| 17. září 1971 20:45 | Zpráva | Paulauskas 18              | Body    | Zanatta 14 |  | Grugahalle, Essen Rozhodčí: Ervin Kassai (HUN), Dan Chiriac (ROM) |

### Finále
| 19. září 1971 14:00 | Zpráva | SSSR                       | 69 – 64 | Jugoslávie  |  | Grugahalle, Essen Počet diváků: 6 500 |
| 19. září 1971 14:00 | Zpráva | Skóre po poločasech: 33:37 |         |             |  | Grugahalle, Essen Počet diváků: 6 500 |
| 19. září 1971 14:00 | Zpráva | Žarmuchamedov 16           | Body    | Kněževič 14 |  | Grugahalle, Essen Počet diváků: 6 500 |

### O 3. místo
| 18. září 1971 20:45 | Zpráva | Itálie                     | 85 – 67 | Polsko                   |  | Grugahalle, Essen Rozhodčí: Kostas Dimou (GRE), Viktor Kasatikov (URS) |
| 18. září 1971 20:45 | Zpráva | Skóre po poločasech: 35:29 |         |                          |  | Grugahalle, Essen Rozhodčí: Kostas Dimou (GRE), Viktor Kasatikov (URS) |
| 18. září 1971 20:45 | Zpráva | Bariviera 28               | Body    | Dolczewski, Cegliński 18 |  | Grugahalle, Essen Rozhodčí: Kostas Dimou (GRE), Viktor Kasatikov (URS) |

### O 5. – 8. místo
| 17. září 1971 14:15 | Zpráva | Bulharsko                  | 95 – 84 | Španělsko    |  | Grugahalle, Essen Rozhodčí: Viktor Kasatikov (URS), Jean Vielly (FRA) |
| 17. září 1971 14:15 | Zpráva | Skóre po poločasech: 50:42 |         |              |  | Grugahalle, Essen Rozhodčí: Viktor Kasatikov (URS), Jean Vielly (FRA) |
| 17. září 1971 14:15 | Zpráva | Golomejev 32               | Body    | Brabender 20 |  | Grugahalle, Essen Rozhodčí: Viktor Kasatikov (URS), Jean Vielly (FRA) |

| 17. září 1971 16:00 | Zpráva | Rumunsko                   | 74 – 87 | Československo |  | Grugahalle, Essen Rozhodčí: Willy Bestgen(GER), Dragas Jakšič (YUG) |
| 17. září 1971 16:00 | Zpráva | Skóre po poločasech: 38:54 |         |                |  | Grugahalle, Essen Rozhodčí: Willy Bestgen(GER), Dragas Jakšič (YUG) |
| 17. září 1971 16:00 | Zpráva | Diaconescu 18              | Body    | Zídek 40       |  | Grugahalle, Essen Rozhodčí: Willy Bestgen(GER), Dragas Jakšič (YUG) |

### O 5. místo
| 19. září 1971 14:00 | Zpráva | Československo             | 99 – 76 | Bulharsko   |  | Grugahalle, Essen |
| 19. září 1971 14:00 | Zpráva | Skóre po poločasech: 42:45 |         |             |  | Grugahalle, Essen |
| 19. září 1971 14:00 | Zpráva | Zedníček 30                | Body    | Christov 21 |  | Grugahalle, Essen |

### O 7. místo
| 18. září 1971 19:00 | Zpráva | Rumunsko                   | 71 – 86 | Španělsko    |  | Grugahalle, Essen Rozhodčí: Reinhold Liebsch (GER), Milan Jahoda (TCH) |
| 18. září 1971 19:00 | Zpráva | Skóre po poločasech: 40:45 |         |              |  | Grugahalle, Essen Rozhodčí: Reinhold Liebsch (GER), Milan Jahoda (TCH) |
| 18. září 1971 19:00 | Zpráva | Albu 16                    | Body    | Brabender 16 |  | Grugahalle, Essen Rozhodčí: Reinhold Liebsch (GER), Milan Jahoda (TCH) |

### O 9. – 12. místo
| 17. září 1971 10:00 | Zpráva | Turecko                    | 60 – 82 | Francie   |  | Grugahalle, Essen Rozhodčí: Artenik Arabadjan (BUL), Jan Jarzebinski (POL) |
| 17. září 1971 10:00 | Zpráva | Skóre po poločasech: 26:41 |         |           |  | Grugahalle, Essen Rozhodčí: Artenik Arabadjan (BUL), Jan Jarzebinski (POL) |
| 17. září 1971 10:00 | Zpráva | Zeki 12                    | Body    | Bonato 14 |  | Grugahalle, Essen Rozhodčí: Artenik Arabadjan (BUL), Jan Jarzebinski (POL) |

| 17. září 1971 11:45 | Zpráva | Německo                    | 99 – 76 | Izrael        |  | Grugahalle, Essen Rozhodčí: Pieter Leegwater (NED), Milan Jahoda(TCH) |
| 17. září 1971 11:45 | Zpráva | Skóre po poločasech: 48:31 |         |               |  | Grugahalle, Essen Rozhodčí: Pieter Leegwater (NED), Milan Jahoda(TCH) |
| 17. září 1971 11:45 | Zpráva | Thimm 22                   | Body    | Turenshine 20 |  | Grugahalle, Essen Rozhodčí: Pieter Leegwater (NED), Milan Jahoda(TCH) |

### O 9. místo
| 19. září 1971 10:30 | Zpráva | Německo                    | 76 – 70 | Francie   |  | Grugahalle, Essen |
| 19. září 1971 10:30 | Zpráva | Skóre po poločasech: 31:38 |         |           |  | Grugahalle, Essen |
| 19. září 1971 10:30 | Zpráva | Thimm 24                   | Body    | Gilles 26 |  | Grugahalle, Essen |

### O 11. místo
| 18. září 1971 16:00 | Zpráva | Izrael                     | 84 – 74 | Turecko  |  | Grugahalle, Essen |
| 18. září 1971 16:00 | Zpráva | Skóre po poločasech: 48:39 |         |          |  | Grugahalle, Essen |
| 18. září 1971 16:00 | Zpráva | Huseyin 22                 | Body    | Brody 33 |  | Grugahalle, Essen |

## Soupisky
1.  SSSR
| - Alexej Tammiste - Modestas Paulauskas - Zurab Sakandelidze | - Alžan Žarmuchamedov - Alexandr Bološev - Ivan Jedeško | - Sergej Bělov - Anatolij Polivoda - Priit Tomson | - Micheil Korkia - Alexandr Bělov - Vladimir Andrejev |

- Trenér: Vladimir Kondrašin.

2.  Jugoslávie 
| - Blagoja Georgievski - Ljubodrag Simonović - Vinko Jelovac | - Žarko Knežević - Aljoša Žorga - Dragan Kapičić | - Borut Bassin - Krešimir Ćosić - Dragiša Vučinić | - Nikola Plećaš - Dragutin Čermak - Davor Rukavina |

- Trenér: Ranko Žeravica.

3.  Itálie 
| - Giorgio Giomo - Ottorino Flaborea - Carlo Recalcati | - Giulio Iellini - Massimo Masini - Renzo Bariviera | - Marino Zanatta - Dino Meneghin - Pierluigi Marzorati | - Luigi Serafini - Massimo Cosmelli - Ivan Bisson |

- Trenér: Giancarlo Primo.

4.  Polsko
| - Marek Ładniak - Grzegorz Korcz - Jan Dolczewski | - Henryk Cegielski - Andrzej Seweryn - Edward Jurkiewicz | - Jerzy Frołow - Janusz Cegliński - Waldemar Kozak | - Mirosław Kalinowski - Eugeniusz Durejko - Zbigniew Jedliński |

- Trenér: Witold Zagórski.

5.  Československo 
| - Petr Novický - Jiří Zídek - Jiří Konopásek | - Jiří Pospíšil - Zdeněk Kos - Karel Baroch | - Robert Mifka - Jiří Zedníček - Jan Bobrovský | - Kamil Brabenec - Bronislav Sako - Jiří Růžička |

- Trenér: Nikolaj Ordnung.

6.  Bulharsko
| - Rumen Pejčev - Stefan Filipov - Pando Pandov | - Christo Dojčinov - llija Jankov - Botjo Paspalanov | - Atanas Golomejev - Dočo Petrov - Ivajlo Kirov | - Slavejko Rajčev - Georgi Christov - Bogomil Čanev |

- Trenér: Dimităr Mitev.

7.  Španělsko 
| - Juan Antonio Martínez Arroyo - Vicente Ramos Cecilio - Juan Martínez | - Enrique Margall Tauler - Rafael Rullán Ribera - Luis Miguel Santillana Fraile | - Emiliano Rodríguez Rodríguez - Francisco “Nino” Buscató Durlan - José Luis Sagi-Vela Fernández-Pérez | - Clifford Bruce Luyk Diem - Wayne Donald Brabender Cole - Cristóbal Rodríguez Hernández |

- Trenér: Antonio Díaz Miguel.

8.  Rumunsko 
| - Dan Georgescu - Mircea Chivulescu - Nicolae Pârşu | - Alin Savu - Dan Niculescu - Mihai Albu | - Constantin Dragomirescu - Radu Diaconescu - Gheorghe Cîmpeanu | - Titus Tărău - Gheorghe Oczelak - Vasile Popa |

- Trenér: Aleandru Popescu.

9.  Německo 
| - Helmut Uhlig - Rolf Dieter - Dieter Pfeiffer | - Jürgen Loibl - Gerd Brand - Rainer Pethran | - Jochen Polle - Klaus Urmitzer - Holger Geschwindner | - Jürgen Wohlers - Dietrich Keller - Norbert Thimm |

- Trenér: Theodor Schober.

10.  Francie
| - Daniel Ledent - Charles Tassin - Alain Gilles | - Carlo Wilm - Claude Gasnal - Bernard Magnin | - Jean-Claude Bonato - Jean-Pierre Staelens - Michel Longueville | - Gérard Lespinasse - Jacques Cachemire - Alain Durand |

- Trenér: Joe Jaunay.

11.  Izrael
| - Joseph Leja - Gabi Teichner - Tal Brody | - Mark Turenshine - Hanan Keren - Mike Schwartz | - Haim Starkman - Zvi Inbar - Dan Barzily | - Itamar Marzel - Abraham Zuchman - Boaz Yanai |

- Trenér: Shimon Shelah.

12.  Turecko
| - Nuri Tan - Barış Küce - Nadir Vekiloğlu | - Battal Durusel - Cihat İlkbaşaran - Kemal Erdenay | - Serdar Ersözlü - Zeki Tosun - Abdullah İnce | - İzzetin S. - Reşat Güney - Hüseyin Alp |

- Trenér: Mehmet Baturalp.

## Konečné pořadí
| Pořadí           | Tým            | Z | V | P | Skóre   | B  |
| ---------------- | -------------- | - | - | - | ------- | -- |
| Zlatá medaile    | SSSR           | 7 | 7 | 0 | 623:433 | 7  |
| Stříbrná medaile | Jugoslávie     | 7 | 6 | 1 | 598:502 | 13 |
| Bronzová medaile | Itálie         | 7 | 5 | 2 | 525:489 | 12 |
| 4.               | Polsko         | 7 | 4 | 3 | 547:561 | 11 |
| 5.               | Československo | 7 | 4 | 3 | 587:544 | 11 |
| 6.               | Bulharsko      | 7 | 4 | 3 | 579:540 | 11 |
| 7.               | Španělsko      | 7 | 3 | 4 | 522:578 | 10 |
| 8.               | Rumunsko       | 7 | 3 | 4 | 494:541 | 10 |
| 9.               | Německo        | 7 | 3 | 4 | 528:531 | 10 |
| 10.              | Francie        | 7 | 1 | 6 | 474:534 | 8  |
| 11.              | Izrael         | 7 | 1 | 6 | 568:686 | 8  |
| 12.              | Turecko        | 7 | 1 | 6 | 476:582 | 8  |